# Matej Arčon
Matej Arčon (ur. 4 listopada 1972 w m. Šempeter pri Gorici) – słoweński polityk i samorządowiec, burmistrz gminy miejskiej Nova Gorica (2010–2018), parlamentarzysta, od 2022 minister bez teki.

## Życiorys
Z wykształcenia elektrotechnik. Podczas studiów kierował organizacją studencką Klub Goriških Študentov. W 1998 został radnym gminy miejskiej Nova Gorica, w latach 2004–2006 i 2009–2010 pełnił funkcję zastępcy burmistrza. W latach 2007–2012 zasiadał w Radzie Państwa. W latach 2010–2018 przez dwie kadencje sprawował urząd burmistrza. Nie uzyskał reelekcji na trzecią kadencję. Później do 2021 był przewodniczącym stowarzyszenia transgranicznego w regionie.
W styczniu 2022 powołany na sekretarza generalnego ugrupowania Ruch Wolności Roberta Goloba. W wyborach parlamentarnych w 2022 z jego ramienia uzyskał mandat posła do Zgromadzenia Państwowego.
W czerwcu 2022 objął funkcję ministra bez teki do spraw diaspory w rządzie Roberta Goloba.